# 林壽鎰

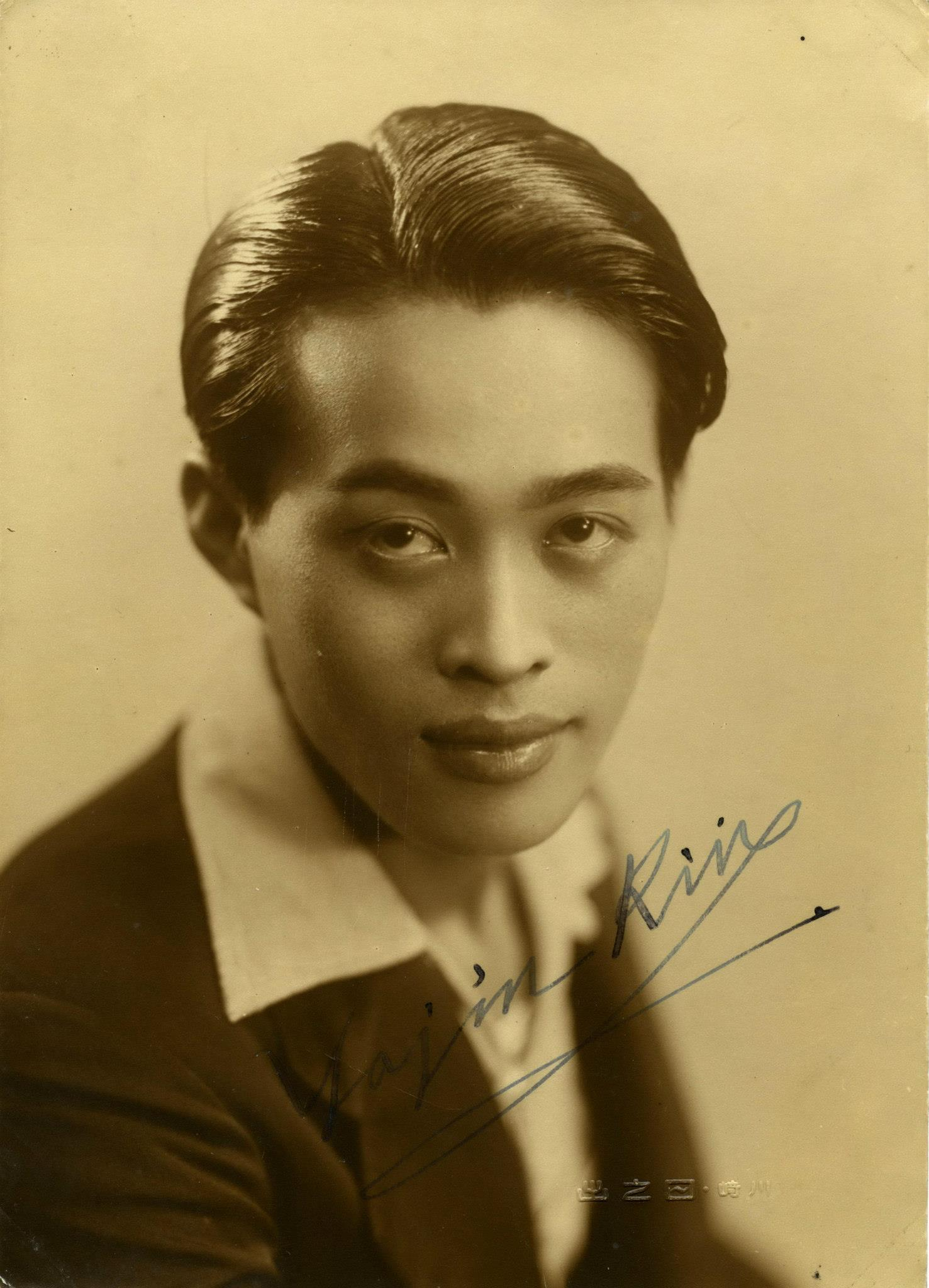
林壽鎰，攝影於川崎「日之出寫真株式會社」，1930年代。

林壽鎰 (1916年8月2日—2011年3月22日) ，又名林光彌，是一位生於臺灣桃園的攝影師。

## 生平概略
林壽鎰在1916年出生於桃園廳；他是他父母唯一的兒子。
在就讀國民學校時，他即對繪畫、寫字、美勞產生興趣；此時，他因家境清貧且不忍父親辛苦，曾在白天自行手捧木盤沿街叫賣糕餅或油條貼補家用。
1928年，他到表哥所開設的「徐淇淵寫真館」當學徒，學習佈景搭設、看板設計及油煙畫像等技術。他在15歲那年以祖母私下提供的80圓資金購得一台５*７吋外拍用相機，並隨後開始於花蓮與基隆之間往來製作畫像。
1934年，他前往銀座「日之出寫真株式會社」參加現場技術考試合格後被錄用。
1937年，考慮到父親年邁無法繼續工作，他返回桃園開設「林寫真館」。
1943年臺灣總督府為管理戰爭期間攝影情報，並加強底片、藥水等攝影物資的管制，由情報科舉辦第一屆「台灣登錄寫真家」活動，入選者除獲得名銜、獲得購買底片的配給外，並出版《登錄寫真年鑑》。該活動在1944年舉辦第二屆，登錄者有鄧南光、林壽鎰等知名攝影師。
1950年代，他曾因為替簡國賢與簡劉理拍攝婚紗照遭情治單位逮捕監禁於國防部臺灣軍人監獄。
2011年3月22日下午5時30分，林壽鎰因心肺衰竭逝世桃園自宅，享年九十五歲。

## 代表作
- 《Ｎ小姐》 (1940年)
- 《夏日》 (1958年)

## 獲獎
- 臺灣總督府情報科舉辦之第二屆「台灣登錄寫真家」活動，登錄為「台灣登錄寫真家」（1944年）
- 國際扶輪世界攝影比賽第一獎（1962年）

## 連結
- 林壽鎰 - 意象‧台灣 （页面存档备份，存于）
- 典藏目錄 - 國立台灣美術館-典藏之美[永久]
- 書畫:攝影:日治時期營業寫真館:林壽鎰作品集-數位典藏與學習聯合目錄 （页面存档备份，存于）
- 臺北市立美術館| 首頁| 典藏| 典藏品| 三朵花 （页面存档备份，存于）
- 林壽鎰| 林壽鎰簡介| 桃園網路美術館| eMuseum （页面存档备份，存于）
- 林壽鎰攝影作品-假婚 - 首頁[]